# Šining
Šining (pinjin: Xining) je glavno mesto province Činghaj v zahodni Kitajski, in največje mesto na Tibetanski planoti. 2020 je imelo 2.467.965 prebivalcev (2.208.708 leta 2010), od katerih jih je 1.954.795 živelo v pozidanem (ali metropolitanskem) območju, ki ga sestavlja 5 mestnih okrožij. Mesto leži v dolini reke Huangšui, znani tudi kot Tsongkha (tibetansko: ཙོང་ཁ་), in ima zaradi visoke nadmorske višine hladno podnebje na meji med hladnim polsušnim in suhim zimskim vlažnim celinskim podnebjem.
Mesto je bilo več kot 2000 let trgovsko središče severne svilne poti vzdolž koridorja Heši in bilo trdnjava upora dinastij Han, Sui, Tang in Song proti nomadskim napadom z zahoda. Čeprav je bilo mesto dolgo del province Gansu, je bilo leta 1928 dodano provinci Činghaj. Šining vsebuje kraje verskega pomena za muslimane in budiste, vključno z mošejo Donguan in samostanom Ta'er. Po železnici je povezan z Laso na Tibetu in z Landžovom v provinci Gansu ter Urumčijem v Avtonomni pokrajini Šindžjang-Ujgur.
Mesto je dom  Činghajške univerze in edine dvojne vrhunske univerze v Šiningu.

## Zgodovina
Šining ima več kot 2100 let dolgo zgodovino in je bil glavno trgovsko središče na karavanski poti |koridorja Heši v Tibet, kjer so v antiki prevažali predvsem les, volno in sol. Trgovina vzdolž koridorja Heši je bila del večjega trgovskega koridorja vzdolž severne svilne poti, katerega uporaba se je okrepila v 1. stoletju pred našim štetjem po prizadevanjih dinastije Han za nadzor nad to potjo.
Pod dinastijo Han (206 pr. n. št. – 220 n. št.) je bilo ustanovljeno okrožje Linčjang, da bi nadzorovalo lokalne pripadnike plemena Čjang. Pod dinastijama Sui (581–618) in Tang (618–907) je bilo ponovno obmejno okrožje; v 7. in začetku 8. stoletja je bilo središče nenehnih vojskovanj s Tujuhunom in Tibetom. Leta 763 so ga zavzeli Tibetanci in medtem ko je bil pod tibetanskim nadzorom, je bil Kitajcem znan kot Čingtang čeng (青唐城). Dinastija Song si ga je leta 1104 povrnila in ga poimenovala Šining (kar pomeni 'mir na zahodu'), od takrat pa je sedež prefekture ali višje prefekture pod tem imenom. Ustanovitelj Gelug Tsongkhape (tibetansko: ཙོང་ཁ་པ་, kar pomeni: 'mož iz Tsongkhe', ok. 1357–1419) se je rodil v 14. stoletju, na mestu njegovega rojstnega kraja pa je bil konec 16. stoletja ustanovljen samostan Kumbum, s čimer je Šining postal pomembno versko središče budistične šole Gelug.
22. maja 1927 se je zgodil močan potres z magnitudo 7,6. Bil je eden najsmrtonosnejših potresov na Kitajskem s skupnim številom več kot 40.000 smrtnimi žrtvami. Povzročil je tudi velike razpoke na kopnem.
Šining je bil eksteritorialno glavno mesto ozemlja Koko Nor in je ostal v Gansuju do leta 1928, ko je postal glavno mesto novo ustanovljene neodvisne province Činghaj.
Šining je bil leta 1941 med drugo kitajsko-japonsko vojno izpostavljen zračnim bombardiranjem japonskih bojnih letal. Bombardiranje je spodbudilo vse etnične skupine v Činghaju, vključno z lokalnimi Mongoli iz Činghaja in Tibetanci, k boju proti Japoncem. General muslimanske dinastije Salar Han Youwen je vodil obrambo mesta Šining med zračnimi napadi japonskih letal.
Šining je leta 1945 dobil status občine.
Pod vladavino guvernerja Ma Bufanga je Šining, tako kot preostali del Činghaja, doživel industrializacijo in modernizacijo. Leta 1947 so ZDA prodale Ma Bufangu vodovodni (kanalizacijski) sistem, ki je bil nameščen v Šiningu. Ma Bufang je spodbujal tudi izobraževanje. Poslovneže je prisilil, da so metodično čistili Šining, tako da so služili kot iztrebljevalci žuželk.
Od poznih 1950-ih, ko je v sosednji provinci Gansu začel obratovati jez in hidroelektrarna Liudžjašja, je Šining povezan z visokonapetostnim električnim omrežjem tako z Liudžjo kot z Landžovom. Uporablja tudi lokalni premog iz rudnikov v okrožju Datong na severu. Pred letom 1957 je bila v Šiningu postavljen sodoben volnen mlin. Mesto ima tudi usnjarsko industrijo in je trg za sol iz regije Čaidam. V poznih 1950-ih so tam zgradili srednje velike železarne in jeklarne, ki so Landžou oskrbovale s kovino.
Gradnja ceste do mineralno bogatega bazena Čaidam in dokončanje povezave s kitajskim železniškim omrežjem preko Landžova v provinci Gansu leta 1959 sta spodbudila industrijski razvoj. Ta prizadevanja so bila del načrta centralne vlade za hitro izkoriščanje nafte in pašnikov na območju Šininga, ki se je začel v 1950-ih.

## Geografija in podnebje
Šining je v vzhodnem delu province Činghaj in leži ob reki Huangšui. Štiri mestna okrožja imajo skupno površino 343 km2.
Šining je tudi na vzhodnem robu planote Činghaj-Tibet in zgornjem toku reke Huangšui. Je politično, gospodarsko in kulturno središče province Činghaj s povprečno nadmorsko višino približno 2200 metrov. Človeške dejavnosti v regiji lahko zasledimo že pred 2100 leti. V času zahodne in vzhodne dinastije Han je bil Šining zaradi razvoja kmetijstva deležen pozornosti zaradi svojega gospodarskega in vojaškega pomena. Poleg tega, da je bil v antiki pomemben stik med osrednjimi nižinami in zahodnim delom Kitajske, je bil pomembna povezava na svilni poti. Še vedno je pomembna železniška in cestna povezava z zaledjem planote Činghaj-Tibet.
Šining so zaradi hladnega poletja, z mejnim hladnim polsušnim podnebjem (Köppen BSk) in suhim zimskim vlažnim celinskim podnebjem (Dwb), poimenovali tudi poletna prestolnica Kitajske. Na razmere vplivata sušnost in visoka nadmorska višina. Noči so hladne ali hladne skozi vse leto, dnevne temperaturne spremembe pa pogosto dosežejo ali presežejo 15 °C. Mesečne 24-urne povprečne temperature se gibljejo od -7,9 °C v januarju do 17,5 °C v juliju; letno povprečje je 6,0 °C, zaradi česar je zaradi nizke nadmorske višine po provincialnih standardih še vedno ena najtoplejših lokacij v Činghaju. Padavine padajo predvsem od maja do septembra, območje pa je pogosto suho in sončno: z mesečnim odstotkom možnega sončnega obsevanja od 49 odstotkov v septembru do 67 odstotkov v novembru, mesto prejme 2540 ur močnega sonca na leto. Ekstremne temperature so se gibale od −26,6 °C do 36,5 °C. Snežna odeja je zaradi suhih zim zelo redka.

### Upravljanje rek
Leta 2007 je Svetovna banka posodila milijardo ameriških dolarjev za pomoč pri čiščenju rek v Šiningu, vključno s projektom proti poplavam v okrožju Sanšjan, ter dodatno milijardo ameriških dolarjev za podporo infrastrukturi. Činghaj je veliko vložil v čiščenje reke Huangšui Main in reke Nančuan, skupno 24,5 km. Vendar pa čiščenje 40 km dolgega rečnega toka in 10 kanalov za odpravljanje posledic poplav zaradi pomanjkanja opreme še vedno ni končano. V okrožju Sanšjan je treba čiščenje 108,4 m dolgega rečnega toka in 80 kanalov za odpravljanje posledic poplav.

### Kakovost zraka
Po podatkih Svetovne zdravstvene organizacije iz leta 2011 (na podlagi kitajske statistike) ima Šining drugo najslabšo kakovost zraka (letno povprečje PM10 ug/m3 141) med enajstimi mesti zahodne Kitajske in je slabša od Pekinga (121).
- Park relikvij Nanliang Hutai
- Pogled na delno obzorje Šininga s severa
- Razgledni stolp Plateau Pearl

## Gospodarstvo
BDP na prebivalca je bil leta 2015 49.200 RMB (7.897 USD). Glavne industrije so predenje volne in tekstil, krznarska, mesna, mlečna, solna in lahka predelovalna industrija.
Območje gospodarskega in tehnološkega razvoja Šining (XETDZ) je bilo julija 2000 odobreno kot razvojno območje na državni ravni. Načrtovano območje meri 4,4 km2. XETDZ leži vzhodno od Šininga, 5 km od središča mesta. XETDZ je prvo tovrstno območje na nacionalni ravni na planoti Činghaj-Tibet. Ustanovljeno je bilo za izpolnitev nacionalne strategije razvoja zahoda.
XETDZ ima priročen prometni sistem, povezan z cesto Šining–Landžov in skozi katerega tečeta dve glavni cesti, najširši cesti v mestu. Od železniške postaje je oddaljen 4 km, od letališča Šining pa 15 km.
Osredotoča se na razvoj naslednjih industrij: kemikalije na osnovi virov slanega jezera, barvne kovine ter predelava nafte in zemeljskega plina; specialna zdravila, živila in biokemikalije z uporabo lokalnih živali in rastlin s planote; novi izdelki, ki vključujejo varstvo okolja in okolja, visoka tehnologija, novi materiali in informacijska tehnologija; ter storitve, kot so logistika, bančništvo, nepremičnine, turizem, hotelirstvo, gostinstvo, agencijska dejavnost in mednarodna trgovina.

## Demografija
Po kitajskem popisu prebivalstva iz leta 2020 ima mesto Šining na ravni prefekture 2.467.965 prebivalcev (v primerjavi z 2.208.708 prebivalci po kitajskem popisu prebivalstva iz leta 2010), od katerih jih je 1.954.795 živelo v pozidanem (ali metropolitanskem) območju, ki ga sestavlja 5 mestnih okrožij.
Trenutno so pod upravo lokalne vlade štiri okrožja, tri okrožja in nacionalno območje gospodarskega in tehnološkega razvoja. Z več kot dvema milijonoma prebivalcev je Šining prvo mesto na zgornjem toku Rumene reke, ki je doseglo milijone prebivalcev.

### Etnična raznolikost
Tukaj živi približno 37 narodnosti, čeprav so številčno pomembni le Han, Hui, Monguor/Tu in Tibetanci. Na lokalne tradicije in običaje vplivajo Tibetanci, Monguorji, muslimani in Han. Po podatkih popisa prebivalstva iz leta 2010 so Han Kitajci predstavljali 74,04 odstotka celotnega prebivalstva Šininga, medtem ko so Hui (16,26 odstotka), Tibetanci (5,51 odstotka) in Tuji (2,6 odstotka) glavne manjšinske skupine v mestu.

### Religija
Samostan Kumbum ali samostan Ta'er, ki se nahaja v jugozahodnem delu mesta Šining, je eden od šestih znanih samostanov v gibanju Gelug (imenovanem tudi sekta rumenih klobukov) tibetanskega budizma in ima na stotine menihov.
Mošeja Donguan, ki stoji v mestni coni Šininga in ima več kot 600 let zgodovine, je ena najbolj znanih mošej v severozahodni regiji Kitajske. Ima veličastne in raznolike stolpe, zidove in dvorane.
Druga edinstvena verska struktura je Beišan Si (Severni gorski tempelj), taoistični objekt.
V Šiningu je več kot 300 krščanskih zbirališč.
Katoliški manjšini pastoralno služi (predškofijska) apostolska prefektura Šining.

## Upravna delitev
Občina pokriva sedem okrožij in okrožij. Podatki so predstavljeni v km² in v prebivalstvu po popisu iz leta 2010:
| Čengdžong Čengdong Čengši Čengbei Datong Hui in Tu Huangdžong Huangjuan |                           |                             |                |                    |                |
| Ime                                                                     | Poenostavljena kitajščina | Hanju Pinjin                | Površina (km2) | Štev. preb. (2010) | Gostota (/km2) |
| Urban                                                                   |                           |                             |                |                    |                |
| Čengdžong                                                               | 城中区                    | Chéngzhōng Qū               | 11             | 296.987            | 26.999         |
| Čengdong                                                                | 城东区                    | Chéngdōng Qū                | 115            | 359.688            | 3128           |
| Šengši                                                                  | 城西区                    | Chéngxī Qū                  | 79             | 242.627            | 3071           |
| Čengbei                                                                 | 城北区                    | Chéngběi Qū                 | 138            | 299.002            | 2167           |
| Suburban                                                                |                           |                             |                |                    |                |
| Huangdžong                                                              | 湟中区                    | Huángzhōng Qū               | 2430           | 437.835            | 180            |
| Rural                                                                   |                           |                             |                |                    |                |
| Huangjuan                                                               | 湟源县                    | Huángyuán Xiàn              | 1609           | 136.632            | 85             |
| Datong Hui in Tu                                                        | 大通回族土族自治县        | Dàtōng Huízú Tǔzú Zìzhìxiàn | 3090           | 435.937            | 139            |